# Anisodes decretaria
Anisodes decretaria är en fjärilsart som beskrevs av Walker 1862. Anisodes decretaria ingår i släktet Anisodes och familjen mätare. Inga underarter finns listade i Catalogue of Life.